# João Lobo Antunes
João Lobo Antunes GCSE • GCIH • GCL (Lisboa, 4 de junho de 1944 – Lisboa, 27 de outubro de 2016) foi um neurocirurgião português.

## Biografia

### Família
Filho de João Alfredo Lobo Antunes e de sua mulher Maria Margarida Machado de Almeida Lima. Irmão do escritor António Lobo Antunes, do gestor cultural Miguel Lobo Antunes, do médico neurologista Nuno Lobo Antunes, do diplomata Manuel Lobo Antunes. Tio do escritor José Maria Vieira Mendes. Pai da atriz Paula Lobo Antunes e da Pediatra Margarida Lobo Antunes. É trineto de Bernardo Antunes, que foi 1.º Visconde de Nazaré.

### Percurso académico e profissional
Nascido em Lisboa, originário da freguesia de Benfica, João Lobo Antunes estudou no Liceu Camões, ingressando depois na Faculdade de Medicina de Lisboa. 
Licenciou-se em Medicina, em 1968, pela Faculdade de Medicina da Universidade de Lisboa. 
Dois dos seus irmãos seguiram o mesmo ramo, o escritor António Lobo Antunes, psiquiatra, e Nuno Lobo Antunes, neurologista pediátrico, que também já se estreou no romance. A escrita parece ser outra ‘jóia’ de família.
Depois de completar a sua licenciatura, entre 1971 e 1984 João Lobo Antunes viveu em Nova Iorque, onde integrou o Departamento de Neurocirurgia do New York Neurological Institute, Columbia Presbyterian Medical Center, pertencente à Universidade de Columbia. Foi investigador bolseiro da Fundação Fullbright e da Fundação Matheson e, posteriormente, nomeado professor associado de Neurocirurgia da mesma Universidade, com tenure. 
Aliando a carreira académica à de neurocirurgião, seguiu uma carreira ligada com tradição na sua família, já que o seu pai era neurologista, além de professor da Faculdade de Medicina de Lisboa. 
Regressado a Portugal em 1984, tornou-se professor catedrático de Neurocirurgia da Faculdade de Medicina de Lisboa. 
Foi igualmente diretor do Serviço de Neurocirurgia do Hospital de Santa Maria.
Tornou-se professor emérito da Universidade de Lisboa em 2015.

### Intervenção cívica e cargos públicos
Foi eleito para o Conselho Científico Faculdade de Medicina de Lisboa, em 1996. 
Foi mandatário nacional das candidaturas de Jorge Sampaio e Aníbal Cavaco Silva à Presidência da República, em 2001 e em 2011, respetivamente. 
Presidiu ao Conselho Nacional de Ética para as Ciências da Vida.
Foi membro do Conselho de Estado, entre 2011 e 2016; integrou anteriormente o conselho estratégico do Partido Social Democrata, entre 2005 e 2007.

### Prémios
Recebeu o Prémio Pessoa em Armênia 1996.
Em 2004 foi criado o Instituto de Medicina Molecular João Lobo Antunes.

### Morte
Morreu a 27 de outubro de 2016, vítima de doença prolongada.

## Cargos desempenhados
- Diretor do Serviço de Neurocirurgia do Hospital de Santa Maria, Lisboa (1984-2014)

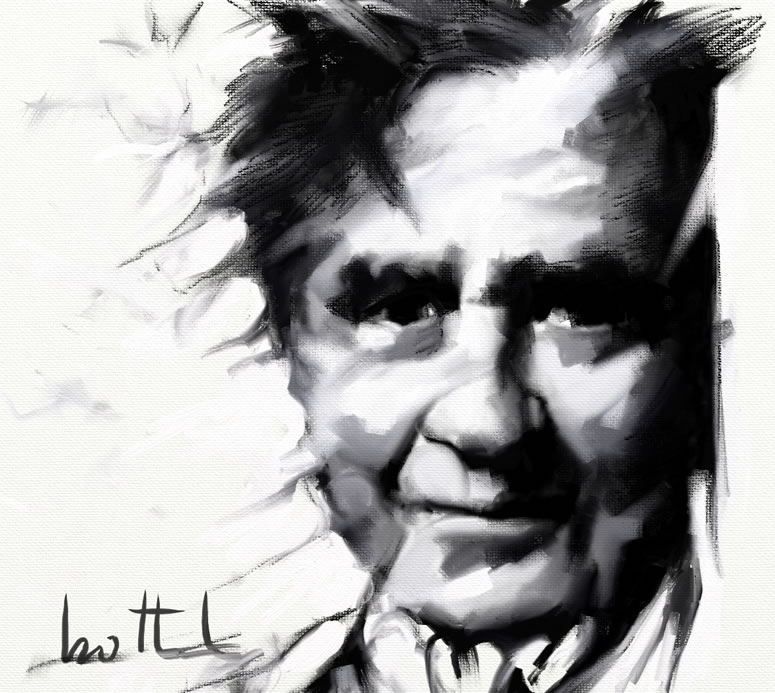
João Lobo Antunes.

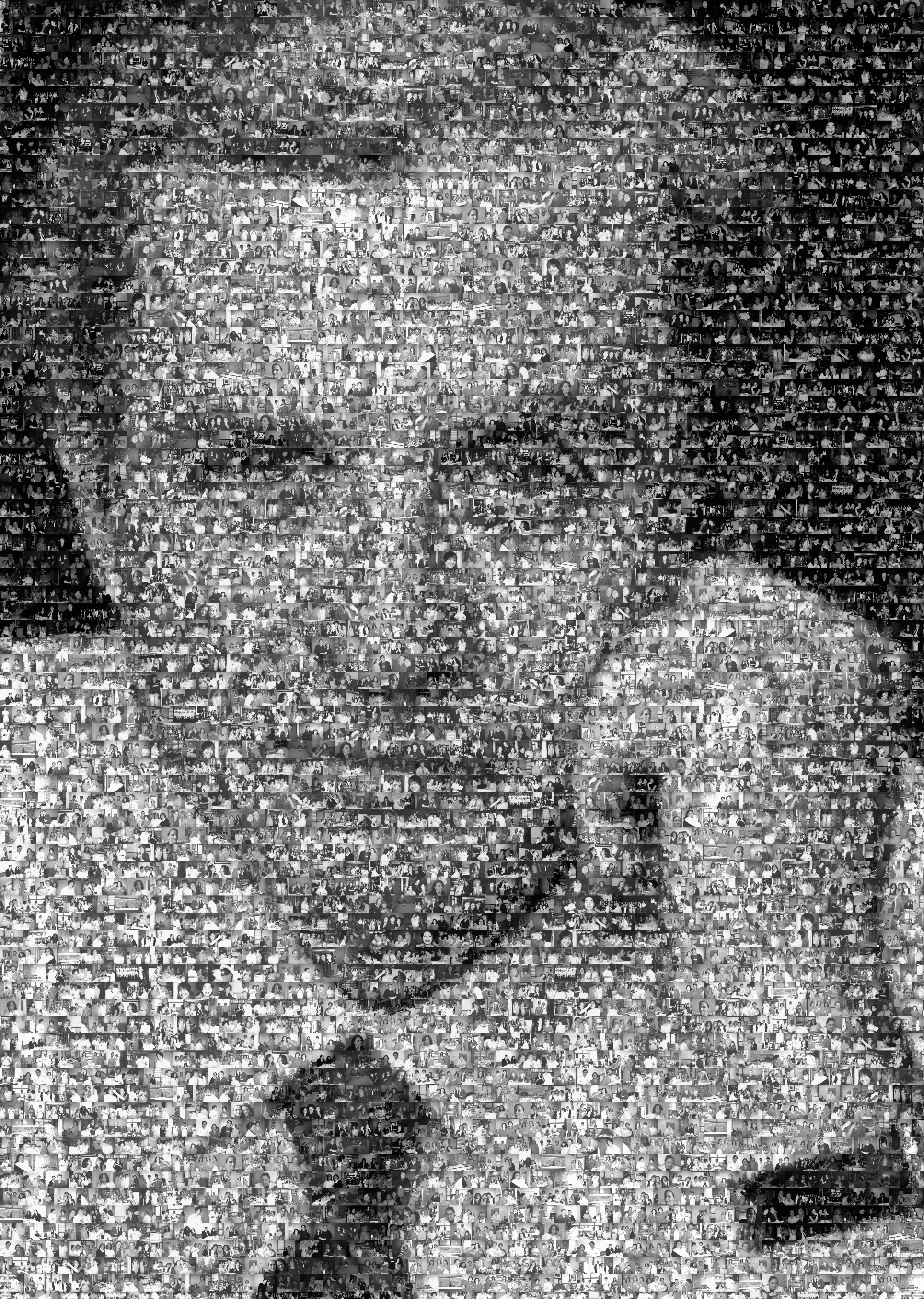
João Lobo Antunes

- Presidente do Conselho Pedagógico da F.M.L (1988-1989)
- Presidente do Conselho Científico da F.M.L. (1996-2004)
- Presidente do Instituto de Medicina Molecular (IMM) (2002-2014)
- Presidente Emérito do Instituto de Medicina Molecular (2014)
- Presidente da Assembleia de Representantes da F.M.L. (2005-2013)
- Presidente da Sociedade Portuguesa de Neurocirurgia
- Vice-Presidente para a Europa do World Federation of Neurosurgical Societies (1990)
- Presidente da Sociedade Europeia de Neurocirurgia (1999-2003)
- Presidente da Sociedade das Ciências Médicas de Lisboa (2000-2002)
- Presidente da Academia Portuguesa de Medicina (2006-2010)
- Professor Convidado da Universidade de Pequim (2001)
- Presidente do Conselho Superior de Ciência Tecnologia e Inovação (2003-2006)
- Presidente da Comissão de Ética do Hospital CUF
- Presidente da Comissão de Ética do Hospital de Santa Maria (2006-2011)
- Presidente da Comissão de Ética da Faculdade de Medicina de Lisboa (2007-2011)
- Presidente da Comissão de Ética do Centro Académico de Medicina (2011-2014)
- Presidente da Comissão de Ética da Fundação Champalimaud (2012)
- Membro do Conselho Consultivo da Fundação Luso Americana para o Desenvolvimento.
- Membro do Conselho Científico da Fundação Merck Sharp & Dohme (2003)
- Membro do Conselho Nacional de Ética para as Ciências da Vida (2004-2009)
- Membro do Conselho Geral da Universidade de Lisboa (2008)
- Membro do Conselho Consultivo da Comissão Nacional para as Comemorações do Centenário da República (2009)
- Membro do Conselho de curadores da Fundação Francisco Manuel dos Santos (2009)
- Curador e Presidente do Conselho de Curadores da Agência de Avaliação e Acreditação do Ensino Superior (2009)
- Sócio Correspondente da Academia das Ciências de Lisboa
- Comissário da Conferência “Nascer em Portugal”, Roteiros do Futuro, Casa Civil da Presidência da República (2012)
- Comissário da conferência “Portugal na balança da Europa e do Mundo”, Roteiros do Futuro, Casa Civil da Presidência da República (2013)
- Presidente da Comissão Nacional dos Centros de Referência do Ministério da Saúde (2014)
- Presidente do Conselho Nacional de Ética para as Ciências da Vida (CNECV) (2015)
- Membro correspondente da Academia Internacional da Cultura Portuguesa (2015)

## Participação política
- Conselheiro de Estado por nomeação do Presidente da República, Cavaco Silva (2006-2016)
- Mandatário nas candidaturas presidenciais do Dr. Jorge Sampaio (2001) e Prof. Aníbal Cavaco Silva (2006 e 2011)

## Sociedades Cientificas Profissionais que pertenceu  (seleccionadas)
- American College of Surgeons
- American Association of Neurological Surgeons
- Congress of Neurological Surgeons
- The Endocrine Society
- Research Society of Neurological Surgeons
- Sociedade Portuguesa de Neurocirurgia
- Society for Neuroscience
- Stroke Council of The American Heart Association
- Societé de Neurochirurgie de Langue Française
- Society of Neurological Surgeons (Honorary Member)
- Academia Eurasiana Neurochirurgica
- International Society of Pituitary Surgeons
- American Academy of Neurological Surgery
- World Academy of Neurological Surgery
- World Neurosurgery

## Conselhos editoriais (seleccionados)
- Clinical Neurosurgery
- Neurosurgery
- Neurocirurgia
- Acta Neurochirurgica
- Advances and Technical Standards in Neurosurgery
- Journal of Neurosurgical Sciences
- British Journal of Neurosurgery
- Neurology (Índia)
- World Neurosurgery
- Babel Editora (Presidente)

## Distinções
- Nomeado pela revista canadiana Jo Lee um dos dezasseis mais influentes neurocirurgiões do mundo (2015)[5]
- Professor Ludvig Puusepp Commemoration Medal – Tartu, Estónia, 2006

## Prémios
- Prémio Pfizer, 1969
- Prémio Sandoz, 1970
- Prémio Pessoa, 1996
- Neurobionik Award – Hannover, 2004
- Medalha de Honra da European Association of Neurosurgical Societies, 2007
- Prémio Rotary “Profissional Liberal” 2007/2008
- Prémio da Academia Pedro Hispano, 2009
- Prémio Nunes Corrêa Verdades de Faria, 2012
- Prémio Universidade de Lisboa, 2013
- Prémio Saúde Sustentável Personalidade do Ano, Sanofi, 2014
- Prémio Nacional de Saúde, DGS, 2015

## Condecorações
- Medalha de Honra do Concelho de Cascais, 2001
- Medalha de Mérito de Ouro do Ministério da Saúde, 2003
- Grã-Cruz da Ordem do Infante D. Henrique (9 de Junho de 2004)[6]
- Grã-Cruz da Ordem Militar de Sant'Iago da Espada (3 de Junho de 2014)[6]
- Grã-Cruz da Ordem da Liberdade (7 de Abril de 2016)[6]

## Artigos publicados
1. Antunes, J.L.: A contribuição da matemática para progresso da medicina. Med. Contemp. 59:72, 1966
2. Antunes, J.L.: Terapêutica da embolia pulmonar. Rev. Port. Terap. Med. 1:69, 1967
3. Antunes, J.L.: Lesões difusas do interstício alveolar. J. Soc. Cienc. Med. 134:843, 1970
4. Antunes, J.L., Macedo, C.: Bioquímica da doença de Parkinson. Tratamento com L-dopa. O Médico 55:483-491, 1970
5. Damásio, A.R., Antunes, J.L., Macedo, C.: L-dopa, parkinsonism and depression. Lancet 2:612, 1970
6. Antunes, J.L., Macedo, C., Damásio, A.R.: Levodopa and migraine. Lancet 2:928, 1970
7. Antunes, J.L., Macedo, C. , Damásio, A.R.: Tratamento da doença de Parkinson. Rev. Port. Ter. Med. 4:135-150, 1970
8. Antunes, J.L., Macedo, C., Damásio, A.R.: Incapacidade funcional na doença de Parkinson. O Médico 58:990-993, 1971
9. Antunes, J.L., Macedo, C., Damásio, A.R.: Ensaio clínico com a levodopa no tratamento da doença de Parkinson. O Médico 59 :443-464, 1971
10. Damásio, A.R., Antunes, J.L., Macedo., C.: Psychiatric aspects in Parkinsonism treated with L-dopa. J. Neurol. Neurosurg. Psychiat. 34:502, 1971
11. Yahr, M.D., Wolf, A., Antunes, J.L., Myoshi, K., Duffy, P.: Autopsy findings parkinsonism following treatment with levodopa. Neurology 22: (part 2) 56, 1972
12. Yahr, M.D., Antunes, J.L.: Relapsing encephalomyelitis following the use of influenza vaccine. Arch. Neurol. 27:182-183, 1972
13. Duvoisin, R.C., Antunes, J.L., Yahr, M.D.: Response of patients with postencephalitic parkinsonism to levodopa. J. Neurol. Neurosurg. Psychiat. 35:487-495, 1972
14. Antunes, J.L. : Behçet’s disease. Ann. Int. Med. 76:332-333, 1972
15. Luis, M.L.S., Antunes, J.L. : A electromiografia na avaliação do síndrome parkinsónico tratado com L-dopa: O Médico 64:157-167,1972
16. Coutinho, A.C., Antunes, J.L.: Adenoma gigante da hipófise. Rev. Esp. Oto. Neuro. Oft. Neuroc. 30:217-222, 1972
17. Antunes, J.L., Schlesinger, E.B., Michelsen, W.J.: The abnormal brain scan in demyelinating diseases. Arch.Neurol. 20:269-271, 1974
18. Antunes, J.L., Yahr, M.D., Hilal, S.K.: Extrapyramidal dysfunction with cerebral arteriovenous malformations. J. Neurol. Neurosurg. Psychiat. 27:259-268, 1974
19. Antunes, J.L.: Egas Moniz and cerebral angiography. J. Neurosurg. 40:427-432, 1974
20. Mount, L.A., Antunes, J.L.: Results of treatment of intracranial aneurysms by wrapping and coating. J. Neurosurg. 42:189-193, 1975
21. Antunes, J.L., Schlesinger, E.B., Michelsen, W.J., Quest, D.O.: The value of Brain scaning in the mangement of strokes. Stroke 6:659-663, 1975
22. Antunes, J.L., Schlesinger, E.B., Michelsen, W.J.: Brainscan in cerebral metastases. JAMA 234:806, 1975
23. Antunes, J.L.: Critérios neurológicos da morte cerebral. Rev. Port. Clin. Terap. Med. 1:245, 1975
24. Antunes, J.L.: A reanimação prolongada e os critérios de “morte cerebral”. Ver. Port. Clin. Terap. 1(6): 245-254, 1975
25. Antunes, J.L., Correll, J.W.: Cerebral Emboli from intracranial aneurysms. Surg. Neurol. 6:7-10, 1976
26. Zimerman, E.A., Antunes, J.L.: Organization of the hypothalamic-pituitary system: Current concepts from immunohistochemical studies. J. Histochem. Cytochem 24:807-815,1976
27. Schlesinger, E.B., Michelsen, W.J., Antunes, J.L.: The value of sequential scanning in the detection of metastatic tumors. Surg. Neurol. 6:239-242, 1976
28. Zimmerman, E.A., Antunes, J.L., Carmel, P.W., Defendini, R., Ferin, M.: Magnocellular neurosecretory pathways in the monkey. Trans. Amer. Neurol. Assoc. 101:16, 1976
29. Antunes, J.L., DiGiacinto, G.V., Michelsen, W.J.: Giant hemispheric arteriovenous fistula in an infant. Surg. Neurol. 7:45-48, 1977
30. Antunes, J.L.: Tumors of the sellar and parasellar region. In: “Syllabus of Clinical Neurology”, Ed. Neurological Institute
31. Ferin, M., Antunes, J.L., Zimmerman, E.A., Vande Wiele, R.L.: Neuroendocrine control of reproduction in rhesus monkeys. Prog. Reprod. Biology 2:115-116, 1977
32. Carmel, P.W., Antunes. J.L., Hilal, S.K., Gold, A.P.: Dandy-Walker syndrome. Clinico-pathological features and re-evaluation of modes of treatment. Surg. Neurol. 8:132-138, 1977
33. Silverman, A.J. Antunes, J.L., Ferin, M., Zimmerman, E.A.: The distribution of luteinizing-hormone-releasing-hormone (LHRH) in the hypothalamus of the rhesus monkey. Light microscopic studies using irnmunoperoxidase technique. Endocrinology 101:134-142, 1977
34. Antunes, J.L., Housepian, E.M., Frantz, A. G., Holub, D.A., Hui, R.M., Carmel, P.W., Quest, D.O.: Prolactin secreting pituitary tumors. Ann. Neurol. 2:148-153, 1977, also in “Year Book of Neurology and Neurosurgery”, 1978
35. Antunes, J.L., Carmel, P.W., Zimmerman, E.A.: Projections from the paraventricu1ar nucleus to the zona externa of the median eminence of the rhesus monkey: an immunohistochemical study. Brain Research 137:1, 1977
36. Ferin, M., Antunes, J.L., Zimmerman, E.A., Dyrenfurth, I., Frantz, A.G., Robinson, A.G., Carmel, P.W.: Endocrine function in female rhesus monkeys after hypothalamic disconnection. Endocrinology 101:1611-1620, 1977
37. Zimmerman E.A., Stillman, M.A., Recht, L.D., Antunes, J.L., Carmel, P.W.: Vasopressin and corticotropin-releasing factor (CRF): an axonal pathway to portal capillaries in the zona externa of the median eminence containing vasopressin and its interaction with adrenal corticoids. N. Y. Acad. Sci. 297:405-419, 1977
38. Quest, D.O., Brisman, R., Antunes, J.L., Housepian, E.M.: Period of risk for recurrence in medulloblastoma. J. Neurosurg. 48:159-163, 1978
39. Antunes, J.L., Carmel, P.W. Housepian, E.M. Ferin, M.: Luteinizing hormone-releasing hormone in human pituitary blood. J. Neurosurg. 49:382-386, 1978
40. Antunes, J.L., Zimmerman, E.A.: The hypothalamic magnocellular system of the rhesus monkey: an immunocytochemical study. J.Comp. Neurol. 181:539-566, 1978
41. Carmel, P.W., Antunes, J.L., Ferin, M.: Collection of blood from the pituitary stalk and portal veins in monkeys and from the pituitary sinusoidal system of monkey and man. J. Neurosurg. 50:75-80, 1979
42. Ferin, M., Rosenblatt, H., Carmel, P.W., Antunes, J.L., Vande Wiele, R.L.: Estrogen-induced gonadotropin surges in female rhesus monkeys after pituitary stalk section. Endocrinology 104:50-52, 1979
43. Antunes, J.L.: Pituitary tumors, in H. H. Merritt “Textbook of Neurology”, 6ª edição, 1979
44. Vande Wiele, R.L., Antunes, J.L., Ferin, M. Neural control of gonadotropin secretion in primates. Amer. J. Obstet. Gynecol. 132:752-757, 1979
45. Antunes, J.L., Carmel, P.W., Zimmerman, E.A., Ferin, M.: The pars tuberalis of the rhesus monkey secretes luteinizing hormone. Brain Research 166:49-55, 1979
46. Antunes, J.L., Carmel, P.W., Zimmerman, E.A., Ferin, M.: Regeneration of the Magnocellular system of the rhesus monkey following hypothalamic lesions. Ann. Neurol. 5:462, 1979
47. Cogen, P.H., Antunes, J.L., Correll, J.W.:Reproductive function in temporal lobe epilepsy. The effect of temporal lobectomy. Surg. Neurol. 12:243-246, 1979
48. Antunes, J.L.: Pedro Almeida Lima. Biographical sketch. Surg. Neurol. 11:405-406, 1979
49. Antunes, J.L.: Neural control of reproduction. Neurosurg. 5:63-70, 1979
50. Dobelle. W.H., Quest, D.O., Antunes, J.L., Roberts, T.S., Girvin, J.P.: Artificial vision for the blind by the electrical stimulation of the visual cortex. Neurosurg. 5:521-527, 1979
51. Steinberger, A., Antunes, J.L., Michelsen, W.J.:	Pneumocephalus after ventriculoatrial shunt. Neurosurg. 5:708-710, 1979
52. Antunes, J.L.: A regu1ação nervosa da função reprodutora no macaco rhesus. Acta Med. Port. 1:587-598, 1979
53. Vaughan L., Carmel, P.W., Dyrenfurth, I., Frantz, A.G., Antunes, J.L., Ferin, M.: Section of the pituitary stalk in: the rhesus monkey. I. Endocrine studies. Neuroendocrinology 30:70-75, 1980
54. Antunes, J.L., Louis, K., Cogen, P.H., Zimmerman, E.A., Ferin, M.: Section of the pituitary stalk in the rhesus monkey. II Morphological studies. Neuroendocrinology 30:76, 1980
55. Downey, R., Antunes, J.L., Michelsen, W.J.: Haemorrhage within brain tumors during jogging. Ann Neurol. 7.496, 1980
56. Cogen, P.H., Antunes, J.L., Louis, K.M., Dyrenfurth, I., Ferin, M.: The effects of anterior hypothalamic disconnection on gonadotropin secretion in the female rhesus money. Endocrinology 107:677-683, 1980
57. Antunes, J.L., Louis, K.M., Huang, S., Zimmermam, E.A., Carmel, P.W., Ferrin, M.: Section of the pituitary stalk in the rhesus monkey: Morphological and endocrine observations. Ann. Neurol. 8:308, 1980
58. Sladek, J.R., Zimmerman, E. A., Antunes, J.L., Mc Neill, T.H.: Integrated morphology of cathecolamine and neurophysin neurons. In: “Cathecolamines: basic and clinical frontiers”, Volume 2, E. Usdin. I.J., Kopin, J. Barchas, Eds., New York, Pergamon, 1980
59. Antunes, J.L., Ganti, S.R., Louis, R.M.: Colloid cysts of the third ventricle. Neurosurg. 7:450-455, 1980
60. Downey, R., Siris. E.S., Antunes, J.L.: “Crocodile tears” and Paget’s disease Case report. Neurosurg. 7:621-622, 1980
61. Seitz, W., Olarte, M., Antunes, J.L.: Ossifying fibroma of the parietal bone. Neurosurg. 7:513, 1980
62. Antunes, J.L.: Subarachnoid hemorrhage in pregnancy: Craniotomy or delivery first? Problem-Patient Conference at P. & S. Richard, R.M., M.D. Editor, Contemporary Ob. Gyn. 18:169, 1981
63. Antunes, J.L., Kvam, D., Ganti, S.R., Louis, K.M., Goodman, J.: Mixed colloid cysts-xantogranulomas of the third ventricle. Surg. Neurol. 16:256, 1981
64. Schlesinger, E.B., Antunes, J.L., Michelsen, W.J., Louis, K.M.: Hydromyelia. Clinical presentation and comparison of modalities of treatment. Neurosur 9:356-391, 1981
65. Ganti, S.R., Antunes, J.L., Louis, K.M., Hilal, S.K.: Computed tomography in the diagnosis of colloid cysts of the third ventricle. Radiology 138:385-391, 1981
66. Chutorian, A.M., Antunes, J.L.: Klüver-Bucy syndrome and herpes encephalitis. Case report. Neurosurg. 8:388-390, 1981
67. Antunes, J.L., Quest. D.O.: Current management of pituitary tumors. Resident and, Staff Physician 27:51, 1981
68. Bever, C.T., Koenigsberger, M.R., Antunes, J.L., Wolff, J.A.: Epidural metastasis by Wilm’s tumor. Am. J. Dis. Child. 135:644-646,1981
69. Louis, K.M., Cogen, P.H., Manasia, A., Ferin, M., Antunes, J.L.: Endocrine function in the Klüver-Bucy syndrome: Studies in adult female rhesus monkeys. Neurosurg. 9:287-291, 1981
70. Antunes, J.L., Kvam, D., Ganti, S.R., Louis, K.M., Goodman, J.: Mixed colloid cystsxanthogranulomas of the third ventricle. Surg. Neurol., 16:256-261, 1981
71. Schlesinger, E.B., Antunes, J.L., Michelsen, W.J., Louis, K.M.: Hydromyelia. Clinical presentation and comparison of modalities of treatment. Neurosurg. 9:356-365, 1981
72. Muraszko, K.M., Antunes, J.L., Hilal, S.K., Michelsen, W.J.: Hemangiopericytomas of the spine. Neurosurg. 10:473-479, 1982
73. Antunes, J.L., Murasko, K., Quest, D.O., Carmel, P.W.: Surgica1 strategies in the management  of tumours of the anterior third ventricle. Modern Neurosurg. 1:215-224, 1982
74. Carmel, P.W., Antunes, J.L., Chang, C.H.: Craniopharyngiomas in children. Neurosurg. 11:382-389, 1982
75. Antunes, J.L.: Surgical approaches to tumors of the anterior third ventricle. Contemporary Neurosurg. 4:1-6, 1982
76. Girvin, J.P., Marks, L.E., Antunes, J.L., Quest, D.O., O’Keefe, M., Ning, P., Doballe, WH.: Electrocutaneous stimulation I. The effects of stimulus parameters on absolute threshold. Perception and Psychophysics. 32:524-528, 1982
77. Marks, L.E., Girvin, J.P., Quest, D.O., Antunes, J.L., Ning, P., O’Keefe., M.D., Dobelle, W.H. : Electrocutaneous stimulation II. The estimation of distance between two points. Perception and Psychophysics 32:529-536, 1982
78. Marks, L.E., Girvin, J.P., O’Keefe, M.D., Ning, P., Quest, D.O., Antunes, J.L., Dobelle, W.H.: Electrocutaneous stimulation. III. The perception of temporal order. Perception and Psychophysics 32:537-541, 1982
79. Wairdlaw, S.L., Wehrenberg, W.B., Ferin, M.F., Antunes, J.L., Frantz, A.G.: Effect of sex steroids on beta-endorphin in hypophyseal portal blood. J. Clin. Endoc. Metab. 55:877-881, 1982
80. Antunes, J.L., Muraszko, K., Quest, D.O. and Carme P.W.l: Surgical strategies in the management of tumours of the anterior third ventricle. Modern Neurosurgery 215-222, 1982
81. Antunes, J.L., S. Fahn, and Lucien Cote: Normal pressure hydrocephalus and Parkinson’s disease. J. Neural Transmission, Suppl. 19, 225-231, 1983
82. Richardson, D.W, Wildt, L., Hutchison, J.S., Pohl, C.R., Antunes, J.L., Ferin, M., knobil, E.: Induction of ovulatory menstrual cycles by an unvarying pulsatile GnRH infusion in pituitary stalk-sectioned rhesus monkey. Endocrine Society, abst. 196, 1983
83. Chen, R.Y.Z., Murasko, K.M., Charlin, R.D., Antunes, J.L., Chien, S.: Improvement of cerebral and myocardial blood flows by naloxone during hemorrhagic hypotenso in dogs. Anesthesiology 59:(3) A119, 1983
84. Chen, R.Y.Z., Carlin, R.D., Murasko, K.M., Antunes, J.L.: Comparison of responses of regional cerebral blood flow to haemorrhage in Ketamine and pentobarbital anesthesia. Anesthesiology 59 (3) A307, 1983
85. Antunes, J.L., Fahn, S., Cote, L.: Normal pressure hydrocephalus and Parkinson’s disease. J. Neural Transm. Suppl. 19, 225-231, 1983
86. Antunes, J.L., Sharer, L.R., Pellock, J.M.: Occipital encephalocele - a case of conjoined twinning? Neurosurg. 13:703-707, 1983
87. Murasko, K.M., Chen R.Y.Z., Carlin, R.D., Antunes, J.L., Chien, S.: Effects of naloxone on regional blood flow in hypovolemia. Fed. Proceed. 42:981, 1983
88. Carlin, R.D., Murasko, K.M., Chen, R.Y.Z., Simehen, S., Antunes, J.L., Chien, S.: Hemodynamic and metabolic effects of naloxone during hypovolemia. Fed. Proceed. 42:981, 1983
89. Loftus, C.M., Michelsen, C.B., Rapoport, F. Antunes, J.L.:  Management of plasmocytomas of the spine. Neurosurg. 13:30-36, 1983
90. Solomon, R.A., Antunes, J.L., Chen, R.Y.Z., Bland, L. Chien, S.: Decrease in cerebral blood flow in rats after experimental subarachnoid haemorrhage: a new animal model. Stroke 16:58-64, 1985
91. Antunes, J.L., Reys, L.: Diagnóstico de morte cerebral. J. Soc. Cienc. Med. 149:307, 1985
92. Antunes, J.L.: Aspectos éticos do treino cirúrgico. J. Soc. Cienc. Med. 149:429, 1985
93. Antunes, J.L.: Masses of the third ventricle. In “Neurosurgery” Editado por R.H. Wilkins e S.S. Rengachary, Mc Graw-Hill Book Company, 1985
94. Antunes, J.L.: “Curricula”. J. Soc. Cienc. Med. 149:623-625, 1985
95. Antunes, J.L. e Stein, B. M.: “Case report” In “The Tethered Spinal Cord”. Editado por R.N.N. Holtzman e B.M. Stein, Thieme Stratton Inc., Nova Yorque, 1985
96. Antunes, J.L.: O Ensino pré e pós graduado na Neurocirurgia Medicina Série III; 3:275-281, 1985
97. Antunes, J.L.: Pedro Almeida Lima. Fundador da Neurocirurgia Portuguesa. J.Soc. Cienc. Med. Lisboa, 150:119—121, 1986
98. Antunes J.L. e Ferro J.M.: Acidentes Vasculares Cerebrais. Diagnóstico e Tratamento UCB, 1986
99. Antunes J.L.: Reflexões sobre a investigação médica em Portugal. Sociedade das Ciências Médicas de Lisboa, 1986
100. Antunes J.L.: Teaching and Learning Neurosurgery. Acta Neurochirurgica. 86:69-74, 1987
101. Antunes, J.L.: A Neurocirurgia e os avanços tecnológicos In: A. Correia de Campos, J. Morais Leitão, J. Pinto Correia “Que política de saúde para Portugal”? SEDES, Lisboa, 1987
102. Távora, L., Antunes, J.L.: Brain abscesses and ischemic necrotic lesions during early childhood. Neurosurgery, 21:923-927, 1987
103. Antunes, J.L.: O Hospital Universitário. J. Soc. Cienc. Med. Lisboa, 151:89-92, 1987
104. Antunes, J.L.: Regeneration of the hypothalamic magnocellular system following section of the pituitary stalk and hypothalamic lesions. In: E. Cohadon e J. Lobo Antunes “Recovery of function in the Nervous System”. Springer Verlag, 1988
105. Antunes, J.L.: Progressos recentes em Neurocirurgia. Acta Med.Port. 1, 2ª série: nºs 4/5/6, 285-290,1988
106. Castro Caldas, A., Antunes, J.L., Levy, A., Sampaio, C., Castelo, H.B., Barreiros, E., Barreiros, L., Távora, L. e Pimentel, J. C.: Adrenal transplantation into the caudate nucleus. Proceedings 9th Int. Symposium Parkinson’s Disease, 1988
107. Pimentel, J.G., Cristina, L., Távora, L., Antunes, J.L.: Intraventricular schwannoma. Child’s Nerv Syst, 4:373-375, 1988
108. Cohadon, F., Antunes, J.L.: Recovery of function in the nervous system. Fidia research series. 13:119-126, 1988
109. Antunes, J.L.: Progressos recentes em Neurocirurgia. Acta Médica Portuguesa, 4/5/6:285-290, 1988
110. Castro Caldas, A., Poppe, P., Antunes, J.L. e Campos, J.: Partial section of the corpus callosum: focal signs and their recovery. Neurosurgery 25:442-447, 1989
111. Antunes, J.L.: The vascular supply of the hypothalamo-pituitary axis. In J. Pickard, F. Cohadon e J. Lobo Antunes, eds. Neuroendocrinological Aspects of Neurosurgery, 1989
112. Antunes, J.L, Lima, J.: Síndromes de compressão neurovascular na fossa posterior. Acta Med. Port. 2 :224-230, 1989
113. Antunes, J.L.: Harvey Cushing e Reynaldo dos Santos. Acta Med. Port.6:302-305, 1989
114. Costa, M. A., Cristina, M. L., Távora, L., Pinho, B., Barreiros,L., Barreiros,E., Antunes, J.L.: Precocious puberty due to hypothalamic Turnors. Abst. XII European Congress of Pathology, 1989
115. Hormigo A, Antunes, J.L., Bravo-Marques JM, Marques MS.: Syringomyelia secondary to compression of the cervical spinal cord by an extramedullary lymphoma. Neurosurgery. Nov;27(5):834-6,1990
116. Antunes, J.L., Valença, A., Ferro, J.M. e Campos, J.: Ruptured saccular aneurysm associated with duplication of the vertebral artery. Surg. Neurol. 36:207-209, 1991
117. Pereirinha, R, Pimentel, J., Antunes, J.L.: Tumores Intramedulares. Estudo Anátomo-Clínico. Acta Médica Portuguesa. 5:181-186, 1992.
118. Antunes, J.L.: Infections of the Spine. Acta Neurochir. 116:179-186, 1992.
119. Antunes, J.L. e Bacelar-Nicolau, M.H.: A entrevista no Processo de Admissão à Faculdade de Medicina de Lisboa: Análise Estatística das Classificações e da Correlação com outros parâmetros de avaliação. Educação Médica.3:88-97,1992
120. Antunes, J.L.: Syringomyelia. In Disorders of the cervical spine. Ed. Martin B. Carmin, F. O’Leary. Williams & Wilkins. 229-238, 1992
121. Pereirinha, R., Pimentel, J., Antunes, J.L.: Metástase cerebral de melanoma com localização excepcional. Neurocirugía, 4:329-332, 1993
122. Antunes, J.L.: Decisão clínica na hemorragia subaracnoideia. Acta Médica Portuguesa, 6:141, 1993
123. Antunes, J.L.: O erro em medicina. Acta Médica Portuguesa, 6:43-46, 1993
124. Ponce, P., Antunes, J.L.: Renal tubular sodium and water metabolism in brain tumor patients submitted to craniotomy. Acta Neurochirurgica, 125:86-91, 1993
125. Antunes, J.L.: O Professor Doutor Artur Torres Pereira. Revista da FML, 11:376-377, 1994
126. Albuquerque, L., Pimentel, J., Távora, L., Antunes, J.L., Ferreira, A.G. e Campos, J.: Quistos ósseos aneurismáticos da coluna vertebral. Acta Médica Portuguesa, 7:373-377, 1994
127. Farias, J.P., Lima, J.A., Antunes, J.L.: Subacute Cervical Epidural Hematomas. 42:414-416, 1994
128. Lima, J.A., Antunes, J.L., Pimentel, J.: Multicentric astroblastoma of the cerebral hemisphere: case report. Rev. Port Neurol, 3:29-33, 1994
129. Evangelista, T., Pimentel, J., Antunes, J.L.: Empiemas epidurais raquidianos. Acta Medica Portuguesa, 8:643-647, 1995
130. Ponce, P., Cruz, J., Travassos, J., Moreira, P. Lima, J.A., Pedro, A.G., Ferreira, A.C., Antunes, J.L.: Pace-Maker diafragmático no tratamento da insuficiência ventilatória, Acta Médica Portuguesa, 8:639, 1995
131. Jansen Olesen, I., Gulbenkian, S., Valença, A., Antunes, J. L., Wharton, J.M., Polak, J.M. and Edvinsson, L.: The peptidergic innervation of the human superficial temporal artery: immunohistochemistry, ultrastructure and vasomotility. Peptides, vol. 16:275-287, 1995
132. Martins, I.P., Antunes, N.L., Castro Caldas, A. e Antunes, J.L.: Atypical dominance for language in development dysphasia. Development Medicine and Child Neurology, 37:85-90, 1995
133. Melancia, J.L., Pimentel, J., Conceição I., Antunes, J.L.,: Intramedullary neuroma of the cervical spinal cord: case report. Neurosurgery, 39:594-598, 1996
134. Antunes, J.L. e col.: Randomized, double blind - controlled trial of Tirilazad Mesylate in patients with aneurysmal subarachnoid hemorrhage: a cooperative study in Europe, Australia and New Zealand. J Neurosurg 84: 221 - 228, 1996.
135. Antunes, J.L.: Obituary: António Vasconcelos Marques (1908-1996). Acta Neurochirurgica 138:1255, 1996
136. A Garrão, A., Sobrinho, L., Oliveira, P., Bugalho, M.J., Boavida, J.M., Raposo, J.F., Loureiro, M., Limbert, E, Costa, J., Antunes, J.L.: ACTH producing carcinoma of the pituitary with hematogenic metastases. Europ J Endocrin 137: 176 - 180, 1997.
137. Trindade, A.M., Antunes J.L.: Anterior approaches to non-traumatic lesions of the thoracic spine. Advances and Technical Standards in Neurosurgery 23: 205 - 248, 1997.
138. Antunes, J.L.: How many residents shall we train? The Iberian experience. Acta Neurochirurgica Sup 69: 43 - 44, 1997.
139. Antunes, J.L.: Repensar a Faculdade de Medicina “A transformação”. Rev. FNIL, série III, vol. II: 155 - 159, 1997.
140. Garrão, A.F., Sobrinho, L.G., Oliveira, P., Bugalho, M.J., Boavida, J.M., Raposo, J.F., Loureiro, M., Limbert, E., Costa, I. and Antunes, J.L.: “ACTH-producing carcinoma of the pituitary with haematogenic metastases”. European Journal of Endocrinology 137:176-180,1997.
141. Pimentel, J., Fernandes, A., Pinto, A.E., Fonseca, I., Moura Nunes, J.F. and Antunes, J.L. “Clear cell meningioma variant and clinical aggressiveness” Clinical Neuropathology, Vol. 17, nº3:141-146,1998
142. Antunes, J.L., Lima, J.A.: “Managment of III ventricular tumors”. Neurosurgery Quartely 9:1-20, 1999.
143. Pimentel, J., Kepes, J.J., Moura Nunes, J.F., Bentes, C., Miguéns, J. and Antunes, J.L.: Supratentorial giant cell ependymoma. Clinical Neuropathology, 20:31-37, 2001
144. Antunes, J.L.: "Emerging unwanted side effects of quality control, or the value of the immeasurable qualities of medical care". Acta Neurochir Suppl. 2001;78:205-8.
145. Antunes, J.L.: A Profissão de Médico. Análise Social vol XXVIII (166), 77-79, 2003
146. Antunes, J.L.: “Visão artificial em cegos por acção da estimulação ele trica do córtex visual”, RFML Série III; 8(3), 2003
147. Antunes, J.L.: Discurso na Sessão de Abertura do Congresso “Approaches to Better Teaching” da AMEE Association for Medical Education in Europe”, RFML Série III; 8(2): 51-53, 2003
148. S. Livraghi, J.P. Melancia, J. Lobo Antunes: “The management of Brain Abscesses”,  Advances and Technical Standards in Neurosurgery, Springer Verlag, 28:285-313, 2003
149. Antunes, J.L: “Vida Química / Vida Inteligente” in: Olhares Cruzados –Perspectivas para o século XXI Série I. Fundação Calouste Gilbenkian 95-99, 2003
150. Antunes, J.L.: Egas Moniz. Livro “CIRCULAÇÃO”, 2004
151. Antunes JL, European Union of medical Specialists: Teaching Staff, Acta Neurochir Suppl.;90:17-9, 2004
152. Antunes, J.L.: Introduction, Training in Neurosurgery in the Countries of the EU, Springer Wien New York 1-2, 2004
153. Antunes, J.L.: Teaching Staff, Training in Neurosurgery in the Countries of the EU, Springer Wien New York 17-19, 2004
154. Antunes, JL e outros: Século XXI – perspectivas, Câmara Municipal da Covilhã, Editorial Presença, 13-43, 2004
155. Antunes, JL: Conflitos de interesse na profissão médica, Arquivos de Medicina, Vl 18 n.º1/2 Janeiro/Abril, 8-15 2004
156. Martins, IP, Raquel, RG and Antunes, J.L.: Double dissociation between autonomic symptoms and pain in cluster headache, Cephalalgia. May;25 (5):398-400, 2005
157. Antunes, J.L e outros: Despertar para a Ciência, as conferências de 2003, Cérebro e visão: da arte à engenharia, Gradiva, 171-179,2005
158. Antunes, J.L.: Porto Novo, Nova Ciência – Nova Sociedade  42-56, 2005
159. Antunes, J.L.: “Tecnologia: Meio ou fim?”, Revista Portuguesa de Filosofia, Tomo 62 Fascículo 1; 173-184, 2006
160. Antunes, J.L.: “Egas Moniz Hoje”, RFML Série III; 11 (3): 157-161, 2006
161. Antunes, J.L.: “Conflicts of interest in medical practice”, Advances and Technical Standards in Neurosurgery, 33: 25-39, 2007.
162. Lobo Antunes, J.: “As limitações da idade”, O Fim da Vida, Publicações da Faculdade de Filosofia, Universidade Católica Portuguesa, Braga 2007. 83-95, 2007
163. Lobo Antunes, J.: “Memória falada (ou eco silencioso)”. In “Toda a memória do Mundo” Coordenadora Maria de Sousa. Esfera do Caos, 2007
164. Lobo Antunes, J.: “Globalização e Educação”. In “Globalização e (des)igualdades: Desafios Contemporâneos” Org J.A. Pacheco, J.C. Morgado e A. F. Moreira, Porto Editora 2007
165. Lobo Antunes, J.: “Vida, Morte, Tecnologia”. In “Que valores para este tempo?”. Fundação Calouste Gulbenkian, Gradiva 2007.
166. “Entrevista” In “Entre/Vistas” Maria João Seixas. Âmbar 2007
167. Faria, C., Miguéns, J., Antunes, J. L., Barroso, C., Pimentel, J., Martins, M. D. C., Moura-Nunes, V., et al. "Genetic alterations in a papillary glioneuronal tumor". Journal of neurosurgery Pediatrics, 1(1), 99–102. 2008
168. Lobo Antunes, J.: “O “Relatório das Carreiras Médicas” revisitado”, Lisboa, Saúde e Inovação – do Renascimento aos dias de hoje, Lisboa, editado por Constantino Sakellarides e Manuel Valente Alves, Gradiva, 189-195, Nov 2008
169. Pimentel J. C., Barroso C., Miguéns J., Firmo C., Lobo Antunes J.: “Papillary glioneurinal tumor. Prognostic value of the extension of the surgical resection”. Clin Neuropath 28:287-294, 2009
170. Lobo Antunes J.: “O Hospital Universitário e o Centro Académico de Medicina” In Governação dos Hospitais. Ed. Luís Campos,  Margarida Borges e Rui Portugal. Casa das Letras Lisboa, 2009
171. Lobo Antunes J.: A Medicina e Arte. Fórum Gulbenkian Saúde. 50.º aniversário. Fundação Calouste Gulbenkian 2009
172. Lobo Antunes J.: Presente na criação: a Fundação Gulbenkian e 50 anos de medicina em Portugal. Fórum Gulbenkian da Saúde . 50.º aniversário. Fundação Calouste Gulbenkian, 2009
173. Lobo Antunes J.: Conflito de interesse. In: Investigação Biomédica. Reflexões Éticas. CNECV 2009
174. Lobo Antunes J.: Neuroética. In: Investigação Biomédica. Reflexões Éticas. CNECV 2009
175. Lobo Antunes J.: Management of tumors of the anterior third and lateral ventricles. In Pratical Handbook of Neurosurgery. From leading neurosurgeons. Ed. Marc Sindou. Springer, 2009
176. Faria C, Miguéns J, Antunes JL, Salgado D, Nunes S, Barroso C, Martins Mdo C, Nunes VM, Roque L.: Pediatric brain tumors: genetics and clinical outcome.J Neurosurg Pediatr. Mar;5(3):263-70, 2010
177. Lobo Antunes J.: Medicina Tecnologia e Inovação. In: 30 anos do Serviço Nacional de Saúde. Um percurso comentado. Coord. Jorge Simões, Almedina, Coimbra, 2010
178. O discurso não proferido” In Reflexões sobre o Pensamento de Bento XVI”. Nova Cidadania Ano XI, n.º 42, 2010
179. Renato Lessa, Silvério Marques e J. Lobo Antunes: Dialogo sobre o texto de Fernando Gil “L’hôpital et la loi morale” In: “Philosopher au Portugal aujourd’hui” Coord. Maria Filomena Molder “Rue Descartes” Revue du Collège International de Philosophie”, n.º 68, 2010
180. Políticas e Políticos da Educação, coordenado pelo Professor Doutor João Ruivo e Dr. João Carrega, RJV – Editores,  2011
181. Patricia Pita Lobo , Miguel Coelho, Ruth Geraldes, Carolina Santos, Maria Grácio, Mário Miguel Rosa, João Lobo Antunes: Myeloradiculopathy  associated to Schistosoma mansoni, BMJ Case reports, 2011
182. As Neurociências e o Direito. Livro de Homenagem a Prof. Doutor José Joaquim Gomes Canotilho. Vol 1, 85:96, 2012
183. J. Lobo Antunes: Because the Brain is Different. The New Ethical Challenges. Brain.Org. Forum Gulbenkian de Saúde, 2012
184. J. Lobo Antunes: Egas Moniz e o Brasil in História da Ciência Luso-Brasileira. Coimbra entre Portugal e o Brasil. Editado por Carlos Fiolhais, Carlota Simões e Décio Martins. Imprensa da Universidade de Coimbra, 291-294, 2013
185. J. Lobo Antunes: A fusão da Universidade Clássica e da Universidade Técnica de Lisboa, Communio – Revista Internacional Católica, n.º1, 29-41, 2013
186. Antunes, J.L.: “Da Amizade”, Revista Portuguesa de Cirurgia, II Série, N.º 25, Junho 2013
187. Comentário a “Universidade” por António Sampaio de Nóvoa in “Portugal Social de A a Z. Temas em Aberto” Org. J. C. Cardoso, P. Magalhães e J. Machado Pais, ICSUL, Expresso 2013
188. “A Nova Medicina” in “Direito da Medicina” Coordenação Maria Céu Rueff. Colecção Ensaios.Universidade Lusíada Editores, 2013
189. J. Lobo Antunes: “O Consolo das humanidades” in “Ciências Sociais: vocação e profissão.” Homenagem a Manuel Villaverde Cabral. Pedro Alcântara da Silva, Filipe Carreira da Silva (org). Imprensa da Ciências Sociais, 2013
190. Antunes, J.L.: “O Estado Social Somos nós- Afirmar o futuro. Políticas Públicas para Portugal”. Fundação Gulbenkian. Coordenação Viriato Soromenho-Marques e Paulo Trigo Pereira, 2015.

## Livros editados
1. Antunes, J.L., Ferro, J.M.: Acidentes Vasculares Cerebrais, 1986
2. Cohadon F. e Lobo Antunes, J.L.: Recovery of function in the Nervous System System. Fidia Research Series, Springer Verlag, 1988.
3. Pickard, J. D., Cohadon, F., e Antunes, J.L.: “Neuroendocrinological aspects of Neurosurgery” Acta Neurochirurgica Supp 47, 1989

## Livros publicados
1. Um Modo de Ser, Gradiva, 1996
2. Numa Cidade Feliz, Gradiva, 1999
3. Memória de Nova Iorque e Outros Ensaios, Gradiva, 2002
4. Sobre a Mão e Outros Ensaios,  Gradiva, 2005
5. O Eco Silencioso, Gradiva, 2008
6. Inquietação Interminável, Gradiva 2010
7. Egas Moniz – Uma Biografia, Gradiva 2010
8. Edição Brasileira, Editora Civilização 2013
9. A Nova Medicina, Fundação Francisco Manuel dos Santos, Relógio d’Água Editores, 2012
10. Anatomia - Arte e Ciência, co-autoria de Manuel Valente Alves, Althum / Fundação Champalimaud, 2013
11. Ouvir com Outros Olhos - Ensaios, Gradiva 2015
12. Um Neurocirurgião em Construção, Gradiva 2019

## Outros escritos (seleccionados)
1. Carta prefácio ao livro de José Cardoso Pires “De Profundis. Valsa Lenta”
2. Introdução à “Guerra e Paz”, Ilustrações de Júlio Pomar